# Олимпийский комитет Ливана
Олимпийский комитет Ливана (араб. اللجنة الاولمبية اللبناني‎) — организация, представляющая Ливан в международном олимпийском движении. Основан в 1947 году; зарегистрирован в МОК в 1948 году.
Основателем и первым президентом комитета был Габриэль Жмайель.
Штаб-квартира расположена в Бейруте. Является членом Международного олимпийского комитета, Олимпийского совета Азии и других международных спортивных организаций.